# Tomopterus seabrai
Tomopterus seabrai là một loài bọ cánh cứng trong họ Cerambycidae.